# Czesława Noworyta
Czesława Noworyta (ur. 20 sierpnia 1940 w Trzebini, zm. 14 listopada 2017 w Gliwicach) – polska tenisistka stołowa, medalistka mistrzostw Europy.
Była zawodniczką kolejno Stali Trzebinia, AZS Kraków i AZS Gliwice, w latach 1961–1974 zdobyła siedem tytułów mistrzyni Polski w grze pojedynczej. Tworzyła parę deblową z Danutą Calińską; razem zdobyły brązowy medal na Mistrzostwach Europy w Moskwie w 1970. Na mistrzostwach świata w Lublanie w 1965 Noworyta i Calińska doszły do ćwierćfinału, w którym nie wykorzystały trzech piłek meczowych przeciwko Chinkom Liu Hui-chug i Cheng Min-chin.